# Legrand (công ty)
Legrand là một tập đoàn công nghiệp của Pháp được thành lập lịch sử tại Limoges ở Limousin và là một trong những tập đoàn hàng đầu thế giới về các sản phẩm và hệ thống lắp đặt điện và mạng thông tin.
Legrand đã tiếp tục phát triển nhờ hơn 140 thương vụ mua lại được nhắm mục tiêu trên toàn thế giới để trở thành công ty hàng đầu thế giới về thiết bị điện, với hơn 215.000 tài liệu tham khảo sản phẩm, địa điểm tại 90 quốc gia và doanh số bán hàng tại 180 quốc gia vào năm 2017 trên tất cả năm châu lục.
Tập đoàn này gần đây đã tung ra một thị trường thượng lưu trong phạm vi thiết bị của mình, với việc tung ra các sản phẩm cao cấp mang thương hiệu của mình hoặc dưới các thương hiệu Arnould và Arteor.
Nhóm cũng đang phát triển các đề nghị của mình về phát triển bền vững và tiết kiệm năng lượng với đề nghị bảo vệ cho việc lắp đặt quang điện hoặc đề nghị kiểm soát ánh sáng.